# Atlas Cedid

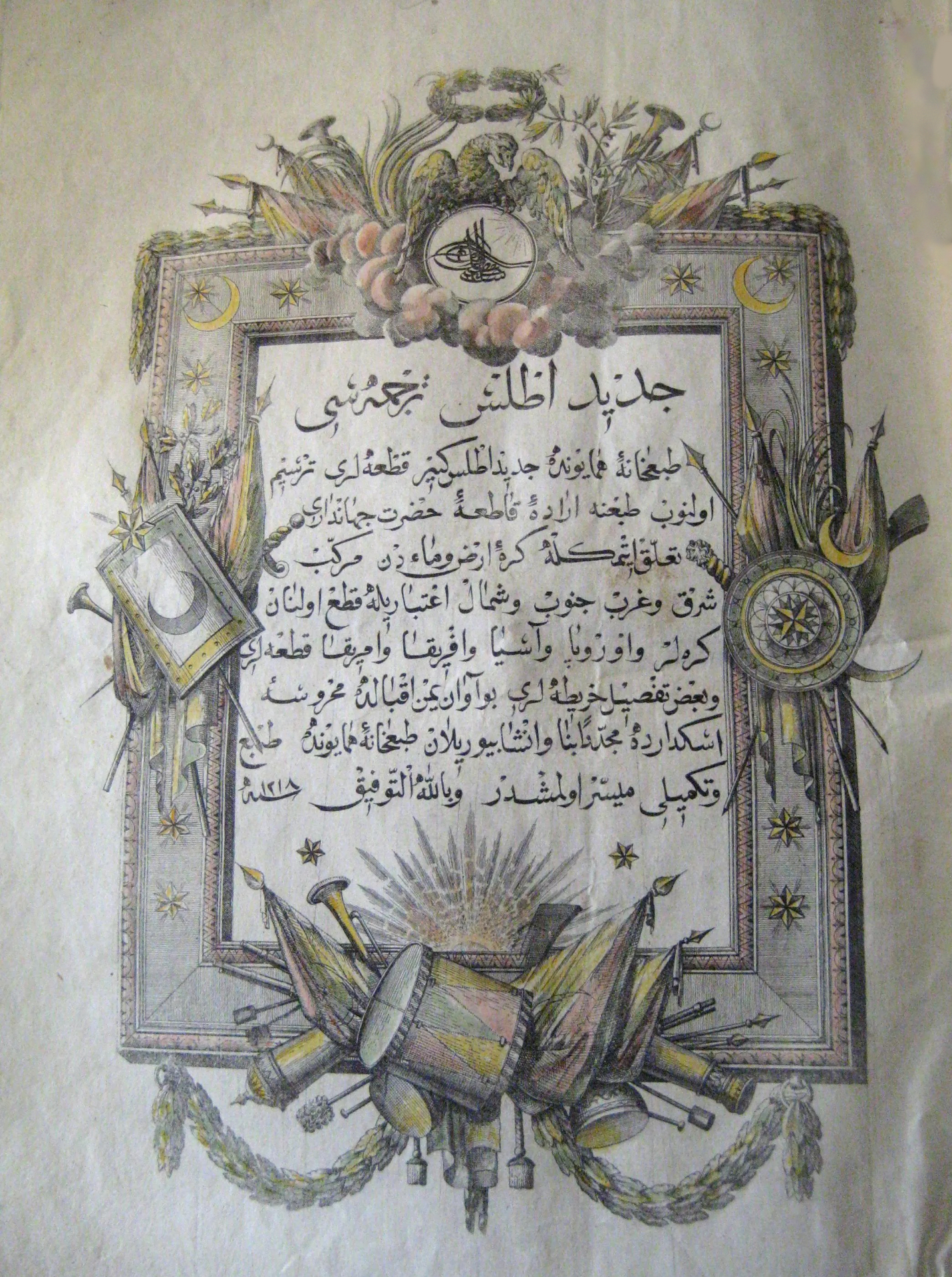
Página de título del Atlas Cedid (también conocido como Atlas Cedid Tercümesi)

El Atlas Cedid (o Atlas-ı Cedid) es la primera traducción del atlas en el mundo musulmán, impresa y publicada en 1803 en Estambul, la capital del Imperio Otomano. El título completo del atlas se lee como Atlas Cedid Tercümesi (que significa, literalmente, «Una traducción de un nuevo Atlas») y en la mayoría de las bibliotecas fuera de Turquía, se registra y se hace referencia en consecuencia.
Aunque los manuscritos y mapas dibujados a mano estaban ampliamente disponibles, el Atlas Cedid solo pudo ser publicado en 1803 por Müderris Abdurrahman Efendi en un estilo basado en fuentes europeas.

## Historia
El Atlas Cedid es la primera traducción del atlas en el mundo musulmán, impresa y publicada en 1803 en Estambul, entonces capital del Imperio Otomano.
Aunque los manuscritos y mapas dibujados a mano estaban ampliamente disponibles en todo el mundo musulmán, la impresión masiva de libros comenzó solo en 1729 por Ibrahim Muteferrika y el Atlas Cedid solo pudo ser publicado en 1803 por Müderris Abdurrahman Efendi en un estilo basado en fuentes europeas.
El Atlas incluye una carta celeste monocromática y 24 mapas grabados en cobre coloreados a mano de varias partes del mundo; la carta celeste y los mapas miden al menos 53 cm por 72 cm; todos ellos son, en realidad, adaptaciones del Atlas general de William Faden. Los mapas están precedidos por un tratado de geografía de 80 páginas, Ucalet-ül Coğrafiye de Mahmud Raif Efendi y una página de título. El Ucalet-ül Coğrafiye fue impreso un año después, en 1804, y encuadernado junto con el atlas.
Desde el punto de vista artístico, el atlas destaca por el color de los mapas, así como por la belleza de la escritura en los mapas.
El Atlas Cedid se publicó en paralelo con los desarrollos del Nizam-ı Cedid del Imperio otomano, el "Nuevo Orden" o el "Nuevo Sistema" (Cedid significa 'nuevo' y Nizam significa 'sistema', 'régimen' u 'orden') y su título lo refleja claramente. El atlas era nuevo en términos de conocimiento cartográfico y se adaptaba bien al nuevo sistema que trató de introducir nuevas instituciones en el Imperio otomano mientras trataba de reemplazar las existentes con contrapartes contemporáneas de Occidente. Introducido por el gobernante padishá (el sultán), Selim III, el "Nuevo Orden" incluyó una serie de reformas que principalmente modernizaron y cambiaron la estructura del ejército otomano entonces existente y cambiaron la estructura administrativa del Imperio. Fue un esfuerzo por ponerse al día con los logros técnicos, militares, económicos y administrativos de Occidente frente a los cuales el Imperio estaba perdiendo terreno desde el siglo XVII. Se establecieron nuevas escuelas militares y de ingeniería y se reorganizaron las unidades gubernamentales relacionadas con las relaciones y asuntos exteriores para alinearse con el nuevo sistema. Para estas escuelas, unidades gubernamentales y el ejército totalmente reorganizado reformado de acuerdo con la práctica europea, era necesaria una nueva comprensión y aplicaciones de la geografía de los estándares de Occidente y el Atlas Cedid se tradujo e imprimió para este propósito.
Solo 50 copias de este atlas (que mide 36 cm por 53 cm) se imprimieron en la prensa. Se presentó una copia a Selim III; También se entregaron varias copias a los altos funcionarios del Imperio, algunas se reservaron para la biblioteca de Muhendishane (escuela de ingeniería militar de la época) y las restantes se reservaron para la venta. Sin embargo, durante el Alemdar Vakası, un levantamiento de los jenízaros en Constantinopla entre el 15 y el 18 de noviembre de 1808, un incendio en el almacén de la prensa destruyó un número desconocido (no contabilizado) de las copias reservadas para la venta. Sobre la base de varias estimaciones y teniendo en cuenta los mapas individuales (arrancados de volúmenes encuadernados del atlas) vendidos o que se venden en todo el mundo, se cree que un máximo de 20 ejemplos completos podrían estar presentes en bibliotecas o colecciones privadas, mientras que algunas fuentes sugieren que existen solo 10 copias completas e intactas en el mundo. Como tal, es uno de los atlas impresos más raros de valor histórico.

## Otros nombres
Algunas fuentes fuera de Turquía y consigo del mundo musulmán también se refieren a este atlas como el Nuevo Gran Atlas. En Turquía, dado que la impresion del libro estaba ubicada en la región histórica de Üsküdar (Scutari, ahora un municipio) de Estambul, el atlas a veces se conoce como Üsküdar Atlası.

## Copias existentes
Éstas son las únicas 12 copias completas que se sabe que existen en el mundo:
1. Turquía - Topkapı Sarayı (Palacio de Topkapı) - 1 copia - Completo
2. Turquía - Biblioteca de la Universidad Técnica de Estambul (İstanbul Teknik Üniversitesi, anteriormente conocida como Escuela de Ingeniería (Mühendislik Mektebi) - 2 copias - Completa (la presencia de copias no está confirmada)
3. Turquía - Biblioteca de la Universidad Boğaziçi (Boğaziçi Üniversitesi, antes conocido como Robert College) - 3 copias - Completo (se confirma la presencia de solo 1 copia)
4. Turquía - Municipio de Üsküdar (Üsküdar Belediyesi) - 1 copia - Completa
5. EE. UU. - Biblioteca del Congreso - 1 copia - Completo
6. EE. UU. - Biblioteca de la Universidad de Princeton - 1 copia - Completo
7. Holanda - Biblioteca de la Universidad de Leiden - 1 copia - Completa
8. Emiratos Árabes Unidos - Librero antiguo; Eqtna para libros raros (enlace roto disponible en Internet Archive; véase el historial, la primera versión y la última)..[11] La copia se exhibió a la venta en la Feria del Libro de Sharjah 2016.[12] - 1 copia - Completa
9. Swann Auction Galleries, Nueva York - 1 copia completa vendida el 26 de mayo de 2016.[13]

(Contrariamente a las fuentes, la búsqueda en línea de la biblioteca de la Universidad del Bósforo muestra solo 1 copia según los registros, y una búsqueda en línea en la biblioteca de la Universidad Politécnica de Estambul no muestra copias según los registros. La búsqueda en el catálogo colectivo de WorldCat de todas las bibliotecas confirma este resultado. En consecuencia, solo hay 10 copias completas e intactas confirmadas para existir en el mundo.)
Estas son las copias incompletas que se sabe que existen en el mundo:
1. Estados Unidos - Biblioteca John Carter Brown (Universidad de Brown) - 1 copia (faltan 2 mapas)
2. EE. UU. - Biblioteca Newberry - 1 copia (falta 1 mapa y también 1 mapa disponible es de otra copia)
3. Turquía - Yapı Kredi Sermet Çifter Araştırma Kütüphanesi - 1 copia (faltan varios mapas)
4. Turquía - Bursa İnebey Kütüphanesi - 1 copia (faltan varios mapas)
5. Noruega - Nasjonalbiblioteket (Biblioteca Nacional de Noruega) - 1 copia (faltan 2 mapas)[14][15]
6. Suecia - Kungliga Biblioteket (Biblioteca Real de Suecia) - 1 copia (falta la portada)[16]
7. Austria - Antikvariat InLibris, Viena - 1 copia (Falta la carta celeste).[17]

Las siguientes bibliotecas poseen porciones muy limitadas del atlas:
1. La Bibliothèque nationale de France posee el tratado geográfico inicial (1 + 79) de una página de largo "Ucalet-ül Coğrafiye" y sólo falta un mapa, la página del título y los mapas restantes del atlas.
2. La Biblioteca Nacional de Australia posee solo dos mapas del atlas y el resto falta.

Ocasionalmente, los vendedores de libros o los subastadores en línea presentan mapas individuales del Atlas Cedid para la venta.

## Mapas en elAtlas Cedid
Además del mapa celeste monocromático, hay 24 mapas de colores en el atlas; algunos de ellos son más grandes. En orden de aparición, estos mapas muestran:
1. Hemisferio oriental y hemisferio occidental
2. Polo Sur y Polo Norte
3. El mundo
4. Europa (incluida Islandia)
5. Anatolia, Mar Negro, Mar Egeo, Península Balcánica, (talón de) Italia, Irak / Siria / Líbano / Jordania / Palestina / Chipre / Creta (en el sur)
6. Costa del Adriático, Italia, Sur de Francia, península ibérica, Libia / Túnez / Argelia (en el sur)
7. Anatolia (el) Mar Negro, Crimea, Sur de Ucrania, (norte de) Península Balcánica hasta Hungría
8. Anatolia occidental, Mar Egeo, Creta (en el sur), Grecia
9. Inglaterra y Gales)
10. Escocia e islas escocesas
11. Los Países Bajos: Hanau, Luxemburgo, Brabante, Flandes, norte de Francia
12. Francia (en la época monárquica)
13. El Canal de la Mancha y las Islas del Canal, Costa occidental de Francia
14. Francia (en la época republicana)
15. Alemania (de Brandeburgo a Braunschweig)
16. Polonia, Prusia, Lituania (al norte)
17. Continente de Asia
18. Azerbaiyán, Armenia, Irán occidental, Irak / Siria / Líbano / Jordania / Palestina / Chipre (en el sur), Anatolia, Kurdistán, Al Jazzira
19. Continente de África
20. El río Nilo en Egipto en detalle (incluido el delta del Nilo)
21. Continentes de América (Norte, Centro, Sur) y (parte del) Océano Pacífico
22. Este de América del Norte
23. Costa de América Central / del Sur (Guyana)
24. Las Antillas Menores (incluido) Puerto Rico, Trinidad, y Tobago

## Análisis del papel
El examen de las marcas de agua llevó a algunos profesores de la Universidad de Princeton a creer que el papel es de origen ruso, pero John Delaney, el curador de mapas históricos de la Biblioteca de la Universidad de Princeton, cree que posiblemente sea de Venecia, Italia.

## Galería
|           |
| Mapamundi |

|                 |
| Oriente Próximo |

|                         |
| Los Balcanes y Anatolia |

|        |
| Europa |

|        |
| África |

|                |
| Egipto otomano |

## Artículos y ponencias
- Universidad de Chicago - Cartógrafos europeos y el mundo otomano (1500-1750) Archivado el 8 de junio de 2012 en Wayback Machine.
- Fundación Cultural Turca - Artes Gráficas Turcas
- Jerusalem Quarterly - Cambios en las concepciones otomanas de Palestina : Etnografía y cartografía
- İstanbul Üniversitesi Dergisi - Artículo en turco de Cengiz Orhonlu Archivado el 9 de julio de 2021 en Wayback Machine. (en turco)
- İstanbul Üniversitesi Dergisi - Artículo en turco de Deniz Ekinci Archivado el 9 de julio de 2021 en Wayback Machine. (en turco)

## Libros
- Los siglos otomanos: el ascenso y la caída del Imperio turco . Kinross, Patrick. Perennial, Londres, 1977.
- İmparatorluğun En Uzun Yüzyılı . Ortaylı, İlber. Hil Yayinları, Estambul, 1983. (en turco)
- Mapas y planes militares, administrativos y académicos . Karamustafa, Ahmet T. En "The History of Cartography, Vol. 2, Book 1: Cartography in the Traditional Islamic and South Asian Societies, editado por JB Harley y David Woodward, págs. 209-28", University of Chicago Press, Chicago, 1992.
- Türk Bilim ve Matbaacılık Tarihinde Mühendishane, Mühendishane Matbaası ve Kütüphanesi (1776-1826) . Beydilli, Kemal. Eren Yayıncılık, Estambul, 1995. (en turco)
- Mühendishane ve Üsküdar Matbaalarında Basılan Kitapların Listesi ve Bir Katolog . Beydilli, Kemal. Eren Yayıncılık, Estambul, 1997. (en turco)
- Historia del Imperio Otomano, Volumen 2 . Shaw, SJ y Shaw, EZ, Cambridge University Press, Cambridge, 1997.
- Mahmud Raif Efendi ve Nizâm-ı Cedîd'e Dair Eseri . Beydilli, Kemal y Şahin, İlhan. Türk Tarih Kurumu Yayınları, Ankara, 2001. (en turco)